# Farzad Ataee
Farzad Ataee est un footballeur international afghan né le 30 décembre 1991 à Hérat. Il évolue au poste de défenseur central à l'Abu Muslim Farah.

## Biographie

### En club
Il commence sa carrière professionnelle en 2012 lors de la première édition du championnat d'afghanistan. Il fait alors partie de l'effectif de Toofan Harirod, équipe représentant sa ville natale d'Hérat. Il remporte le championnat dès sa première saison en s'imposant 2-1 en finale face à Simorgh Alborz. Lors de la saison suivante, l'équipe s'incline en demi-finale avant d'être éliminée en phase de groupe lors de l'édition 2014.
Pour la saison 2015, il rejoint De Maiwand Atalan, équipe représentant Kandahar. Il inscrit son premier but en pro le 29 août 2015 lors de son premier match face à son ancien club Toofan Harirod (2-2). Il s'incline à nouveau en demi-finale mais remporte tout de même la petite-finale.
Il revient à Toofan Harirod pour l'édition 2016 mais l'équipe ne parvient pas à sortir de la phase de poule.
Début 2017, il rejoint Shaheen Asmayee. Il fait alors partie de la première équipe afghane à jouer la Coupe de l'AFC. Il s’incline alors en tour de qualification à la Coupe de l'AFC 2017 contre Khosilot Farkhor. Puis il participe à la Sheikh Kamal International Club Cup 2017 qui voit son équipe terminer dernière de son groupe.
Pour l'édition 2017 du championnat afghan, il effectue un second passage du côté de De Maiwand Atalan. L'équipe s'incline alors en finale, 4-3 après prolongations face à Shaheen Asmayee.
Depuis 2018, il évolue à nouveau avec Toofan Harirod. Il remporte le championnat en 2018 et en 2019 face à Shaheen Asmayee. Les deux finales se soldent par une victoire 1-0 après prolongations. En 2020, il s'incline en demi-finale avant de terminer deuxième en 2021.
Le championnat afghan ne se déroulant que sur un mois environ, tous les joueurs y participant évoluent au niveau amateur dans les championnats provinciaux le reste de l'année. Farzad Ataee a évolué dans différents clubs des provinces de Farah et d'Hérat avant de rejoindre l'Attack Energy SC en 2018 avec qui il a remporté le championnat d'Hérat à plusieurs reprises.

### En équipe nationale
Il reçoit sa première sélection en équipe d'Afghanistan le 4 juin 2013, en amical contre le Tadjikistan (défaite 3-2). Toutefois, ce match n'est pas reconnu par la FIFA. Dans la foulée, il participe à l'intégralité de la Coupe d'Asie du Sud 2013 remportée par son équipe. Il dispute donc son premier match international officiel le 2 septembre 2013, lors de la victoire 3-0 face au Bhoutan.

## Statistiques

### Sélections
| Liste des sélections de Farzad Ataee | Liste des sélections de Farzad Ataee | Liste des sélections de Farzad Ataee                            | Liste des sélections de Farzad Ataee | Liste des sélections de Farzad Ataee | Liste des sélections de Farzad Ataee        | Liste des sélections de Farzad Ataee | Liste des sélections de Farzad Ataee                                  |
| N°                                   | Date                                 | Lieu                                                            | Adversaire                           | Résultat                             | Compétition                                 | But                                  | Notes                                                                 |
| ------------------------------------ | ------------------------------------ | --------------------------------------------------------------- | ------------------------------------ | ------------------------------------ | ------------------------------------------- | ------------------------------------ | --------------------------------------------------------------------- |
| 1.                                   | 2 septembre 2013                     | Stade Halchowk, Kathmandou, Népal                               | Bhoutan                              | 3-0                                  | Premier tour de la Coupe d'Asie du Sud 2013 |                                      | Titulaire.                                                            |
| 2.                                   | 4 septembre 2013                     | Stade Halchowk, Kathmandou, Népal                               | Sri Lanka                            | 3-1                                  | Premier tour de la Coupe d'Asie du Sud 2013 |                                      | Titulaire.                                                            |
| 3.                                   | 6 septembre 2013                     | Stade Dasarath-Rangasala, Kathmandou, Népal                     | Maldives                             | 0-0                                  | Premier tour de la Coupe d'Asie du Sud 2013 |                                      | Titulaire.                                                            |
| 4.                                   | 8 septembre 2013                     | Stade Dasarath-Rangasala, Kathmandou, Népal                     | Népal                                | 1-0                                  | Demi-finale de la Coupe d'Asie du Sud 2013  |                                      | Titulaire, remplacé par Ali Yarzada à la 70e minute de jeu.           |
| 5.                                   | 11 septembre 2013                    | Stade Dasarath-Rangasala, Kathmandou, Népal                     | Inde                                 | 2-0                                  | Finale de la Coupe d'Asie du Sud 2013       |                                      | Titulaire.                                                            |
| 6.                                   | 13 avril 2014                        | Stade Maktoum Bin Rashid Al Maktoum, Dubaï, Émirats arabes unis | Kirghizistan                         | 0-0                                  | Match amical                                |                                      | Titulaire, remplacé par Zamir Daudi à la 82e minute de jeu.           |
| 7.                                   | 4 mai 2014                           | Stade Pamir, Douchanbé, Tadjikistan                             | Tadjikistan                          | 1-0                                  | Match amical                                |                                      | Titulaire, remplacé par Mohammad Hussein à la 83e minute de jeu.      |
| 8.                                   | 14 mai 2014                          | Stade Al-Kuwait SC, Koweït, Koweït                              | Koweït                               | 3-2                                  | Match amical                                |                                      | Titulaire, expulsé à la 57e minute de jeu.                            |
| 9.                                   | 6 février 2015                       | Punjab Stadium, Lahore, Pakistan                                | Pakistan                             | 2-1                                  | Match amical                                |                                      | Entre en jeu à la place de Sayed Navid Nadeem à la 67e minute de jeu. |

## Palmarès

### En club
- Championnat d'Afghanistan
  - Champion : 2012, 2018, 2019
  - Vice-champion : 2017, 2021

### En sélection
- Coupe d'Asie du Sud
  - Vainqueur : 2013